# Pic de Fon
 (mars 2025).
Le pic de Fon est un sommet situé dans les monts de Simandou en Guinée. Il est le point culminant du massif et joue un rôle essentiel dans les écosystèmes locaux ainsi que dans l'économie régionale.

## Géographie
Le pic de Fon est situé dans le sud-est de la Guinée, au cœur des monts Simandou. Ces montagnes sont connues pour leurs paysages variés et leur biodiversité, abritant des espèces rares telles que le crapaud vivipare.

## Écologie
Le pic de Fon et ses environs offrent un habitat unique pour plusieurs espèces endémiques, notamment des plantes et animaux spécifiques à cette région. Les efforts de conservation sont essentiels pour préserver cette biodiversité, menacée par l'exploitation minière.

## Ressources naturelles
Les monts de Simandou, incluant le pic de Fon, possèdent l'un des plus grands gisements de minerai de fer au monde. Cela attire des investissements internationaux et représente une opportunité économique significative pour la Guinée.

## Importance culturelle et historique
Bien que principalement reconnu pour ses richesses naturelles, le pic de Fon a également une importance pour les populations locales, qui l'intègrent dans leur mode de vie et traditions.